# آیقرچمن علیا
آیقرچمن علیا یکی از روستاهای استان آذربایجان شرقی است که در دهستان مهران‌رود جنوبی بخش مرکزی شهرستان بستان‌آباد واقع شده‌است.

## موقعیت
وضعیت طبیعی روستاکوهستانی تپه‌ای می‌باشد. این روستا در دامنه کوه به صورت شیب دار واقع شده‌است که دارای حدود ۱۸خانوار و جمعیت حدود بر ۸۸ نفر می‌باشد.